# Perilitus hyperodae
Perilitus hyperodae är en stekelart som först beskrevs av Loan 1974.  Perilitus hyperodae ingår i släktet Perilitus och familjen bracksteklar. Inga underarter finns listade i Catalogue of Life.